# Feuerwehrleistungswettbewerb
Bei einem Feuerwehrleistungswettbewerb messen sich die Feuerwehren bzw. die Wettkampfgruppen der Feuerwehren untereinander in ihrem Können und ihrer Schnelligkeit, erfolgreiche Teilnehmer werden mit dem Bundesleistungsabzeichen ausgezeichnet.
Dabei unterscheidet man in zwei Arten des Leistungswettbewerbes. Einmal der Wettbewerb auf Bundesebene und einmal der Wettbewerb auf Landesebene. Beide sind wiederum in drei Stufen gegliedert; Bronze, Silber und Gold.

## Teilnahmeberechtigung
Teilnahmeberechtigt sind alle aktiven Angehörigen der Feuerwehren in Deutschland, die nach deren landesrechtlichen Regelungen für den Dienst in der Feuerwehr körperlich und geistig geeignet sind. Feuerwehren aus den Mitgliedsnationen des CTIF sind darüber hinaus teilnahmeberechtigt.
Es kann nur in einer Gruppe angetreten werden, die aus Angehörigen der gleichen Feuerwehr besteht.

### Das Bundesleistungsabzeichen in Bronze
Das Bundesleistungsabzeichen in Bronze erwirbt, wer als Angehöriger einer zugelassenen Wettbewerbsgruppe an einem entsprechenden Wettbewerb teilgenommen hat und diese Gruppe nach den geltenden Bestimmungen die Mindestanzahl von 320 Punkten erreicht hat.

### Das Bundesleistungsabzeichen in Silber
Das Bundesleistungsabzeichen in Silber kann nur bei Vorliegen der Stufe Bronze erworben werden.
Die Zusammensetzung (Verteilung der einzelnen Funktionen) der Wettbewerbsgruppe, die die Stufe Silber erwerben will, wird erst unmittelbar vor Beginn des Leistungswettbewerbs unter Aufsicht des Hauptkampfrichters ausgelost. Die Wettbewerbsgruppe muss eine Mindestanzahl von 320 Punkten erreichen.

### Das Bundesleistungsabzeichen in Gold
Das Bundesleistungsabzeichen in Gold kann nur bei Vorliegen der Stufe Silber erworben werden, nicht am gleichen Wettbewerbstag, jedoch beim nächstmöglichen Wettbewerb.
Die Zusammensetzung (Verteilung der einzelnen Funktionen) der Wettbewerbsgruppe, die die Stufe Gold erwerben will, wird erst unmittelbar vor Beginn des Leistungswettbewerbs unter Aufsicht des Hauptkampfrichters ausgelost. Die Wettbewerbsgruppe muss eine Mindestanzahl von 370 Punkten erreichen.
Bei allen drei Leistungswettbewerben haben die Bewerbsgruppen folgende Leistungen zu vollbringen:
- Löschangriff (trocken)
- Hindernisstaffellauf